# 甘世东
甘世东（法語：Gaston Kahn，1864年9月29日—1928年5月22日）是一位法國外交官，曾擔任法國駐上海領事。

## 生平
甘世东是一位猶太人，畢業於东方语言专校。東京保護國成立後，甘世东前往东京當一名翻譯。後來甘世东出任法國駐廣州（1904-1906）、天津（1909-1912）、上海（1913-1915）領事，負責广州法租界、天津法租界、上海法租界等法租界事務。甘世东擔任法國駐上海領事期間，他與中華民國當局談判，使得上海法租界的領土擴大十倍。1918年，甘世东出任法國駐曼谷全權公使。後來又出任法国驻外工作部負責人。1920年，甘世东獲頒法國榮譽軍團勳章。